# Эмтмансберг
Эмтмансберг (нем. Emtmannsberg) — община  в Германии, в Республике Бавария.
Подчиняется административному округу Верхняя Франкония. Входит в состав района Байройт. Подчиняется управлению .  Население составляет 1103 человека (на 31 декабря 2010 года). Занимает площадь 22,31 км². Местные регистрационные номера транспортных средств (коды автомобильных номеров) (нем. Kraftfahrzeugkennzeichen) — BT.
Община подразделяется на 20 сельских округов.

## Население
По оценке на 31 декабря 2015 года население общины Эмтмансберг составляет 1054 чел. 

| Дата      | 1840 | 1871 | 1900 | 1925 | 1939 | 1950 | 1961 | 1970 | 1987 | 2011 |
| --------- | ---- | ---- | ---- | ---- | ---- | ---- | ---- | ---- | ---- | ---- |
| Население | 1389 | 1459 | 1214 | 1065 | 1004 | 1395 | 1034 | 980  | 944  | 1054 |

| Год       | 1960 | 1970 | 1980 | 1990 | 2000 | 2009 | 2010 | 2011 | 2012 | 2013 | 2014 | 2015 |
| --------- | ---- | ---- | ---- | ---- | ---- | ---- | ---- | ---- | ---- | ---- | ---- | ---- |
| Население | 988  | 927  | 909  | 943  | 1105 | 1103 | 1103 | 1053 | 1059 | 1051 | 1061 | 1054 |